# Агата Кристи
Дама Агата Кристи (енгл. Agatha Christie; Торки, 15. септембар 1890 — Волингфорд, 12. јануар 1976) била је британска књижевница. Ауторка је бројних криминалистичких односно детективских романа. Као најпознатију светску списатељицу мистерија, називају је и „краљицом злочина”.
Током своје књижевне каријере, која је трајала више од пола века, написала је 79 књига (од чега 66 криминалистичких романа) и више збирки кратких прича и других дела, која су продата до сада у више од две милијарде примерака широм света и преведена на више од 50 језика. Према Гинисовој књизи рекорда, најпродаванији је аутор свих времена. Забележено је да су једино Библија и Шекспирова дела доживела већу продају од романа Агате Кристи.
Њена драма Мишоловка је премијерно изведена у Лондону 25. новембра 1952. године; ово дело је до сада најдуже непрестано игран комад у историји позоришта које је имало више од 25.000 извођења. Проглашена је 2013. године за најбољег писца детективских прича, а њен роман Убиство Роџера Акројда за најбољи крими роман свих времена.
Под псеудонимом Мери Вестмакот Агата Кристи написала је и 6 љубавних романа.

## Биографија

### Детињство и образовање
Агата Мери Клариса Милер је рођена 15. септембра 1890. године у кући званој „Ешфилд” у Торкију, као кћерка Фредерика Алве Милера и Кларисе Маргарет Милер. Отац је био амерички берзански посредник са самосталним приходима, али је умро када је Агата имала само 11 година, а мајка је била кћерка британског војног капетана.
Породица Милер је, поред Агате, имала још двоје деце — сина Луја и кћерку Маргарет. Обоје су били старији од Агате, брат 10, а сестра 11 година.
Иако одгајана као хришћанка, одрасла је у домаћинству са разним езотеричним веровањима; Агата је, као и њени брат и сестра, веровала да је њихова мајка Клара видовњак са способношћу да види „другу визију”.
Иако су у то време углавном дечаци ишли у школу, Агатина мајка, која није била конвенционална, послала је старију сестру у школу. Међутим, то исто није учинила и са Агатом, за коју је сматрала да је боље да се школује код куће, те је на себе преузела одговорност да је научи да чита и пише, као и да обавља основне аритметичке операције. Такође, мајка ју је подучавала музици, те ју је научила да свира клавир и мандолину.
Током одрастања, мајка је Агату охрабривала да пише поезију и кратке приче, а неке од њих су биле објављене у локалним часописима, али без запаженијег успеха. Током одмора у Египту, написала је свој први роман, којег је породични пријатељ, Иден Филипот, препоручио његовом књижевном агенту у Лондону, али нажалост без успеха.
У узрасту од 16 година, Агата је, како би завршила школу и стекла прво формално образовање, отишла у Париз на две године, где је студирала певање и клавир. Била је вешт пијаниста, али су је трема и стидљивост спречили да настави каријеру у музици.

### Каријера и породични живот
За време Првог светског рата, радила је у болници као медицинска сестра, према њеним речима „једна од најплеменитијих професија које да човек може да ради”. Касније је радила у болничкој апотеци, што је имало велики утицај на њен књижевни рад, јер многа убиства у њеним књигама су извршена уз помоћ отрова. Године 1914. удала се за пуковника Арчибалда Кристија, авијатичара при Краљевским авио трупама. Имали су једну ћерку, Розалинд Хикс, а развели су се 1928. године, две године након што је Агата открила да је муж вара. Њен први роман, Мистериозна афера у Стајлзу, објављен је у 1920. године, а током брака са Арчибалдом, издала је шест романа, збирку приповедака, те објавила неколико кратких прича у разним часописима. У том првом роману, појављује се Херкул Поаро — лик који се појављује у њена 33 романа, као и неколико десетина кратких прича.
Након што је сазнала да је муж вара, затражила је развод. Након свађе, Арчибалд је отишао из њихове куће са љубавницом, а Агата је у потпуности нестала из јавног живота. Њен нестанак је изазвао велико негодовање у јавности, која се углавном састојала од љубитеља њених романа. Након обимне потраге, пронађена је након једанаест дана, 19. децембра, након што су је препознали у једном хотелу у ком се лажно представила. Никада није објаснила свој нестанак, нити разлоге, иако су неки лекари сматрали да је патила од психогене фуге, а мишљења јавности о разлозима за њен нестанак и даље су подељена.
Кристи се веома занимала за археологију, а 1930. године удала се за археолога Макса Малована, са којим се зближила након сарадње на археолошким ископавањима. Били су у браку 46 година, све до њене смрти. Често је у својим причама користила поставке које су добро познате, а путовања са Малованом по Блиском истоку допринела су да управо та регија буде место дешавања у неколико њених романа. Неке од радњи романа, међу којима и радња романа Десет малих црнаца, смештене су у Торкију, њеном родном месту, а роман Убиство у Оријент експресу из 1934. године, написала је у хотелу „Пера Палас” у Истанбулу, у Турској. Године 1932. Агата је објавила први од шест романа под псеудонимом Мери Вестмакот. Била је то добро чувана тајна, све до 1949. године, када је часопис Сандеј тајмс открио да је госпођа Вестмакот заправо Агата Кристи.
Током Другог светског рата, Кристи је радила у апотеци у Лондону, где је стекла знање о отровима, које је искористила у криминалистичким романима које је написала после рата. На пример, у роману Код Белог коња из 1961. године, користила је талијум као отров за убиство, а њен опис тровања талијумом био је толико прецизан, да је једном лекару помогао да реши случај.

### Последње године
У част својих књижевних дела, именована је за команданта Реда Британске Империје 1956. године, а следеће године је постала председник „Клуба детектива”. Године 1971. добила је највеће национално признање, орден Британског царства, три године након што је њен муж проглашен за витеза због свог рада у археологији. Били су један од ретких парова у ком су оба партнера стекла титулу због сопствених заслуга. Од 1968. године, због витештва њеног супруга, Агату су некад акредитовали под називом „Леди Агата Малован” или „Леди Малован”.
Од 1971. до 1974. године, њено здравље је почело да се погоршава, али наставила је да пише. Недавно су, уз помоћ експеримената на текстовима, канадски истраживачи утврдили да је Агата можда патила од Алцхајмерове болести или неке друге деменције. Умрла је природном смрћу, 12. јануара 1976. године, у својој кући у Волингфорду, близу Оксфорда, у 86. години живота.

## Стваралаштво

### Формула и наравни инструменти
Кристи је називана војвоткињом смрти, господарицом мистерије и краљицом злочина.‍:15 На почетку каријере, једна новинарка је приметила да су „њени заплети могући, логични и увек нови“. Према Хани, „На почетку сваког романа, она нам показује наизглед немогућу ситуацију и ми полудимо питајући се 'Како се ово може догодити?' Затим, полако, открива како је немогуће не само могуће већ једино што се могло догодити."
Кристи је развила своје технике приповедања током онога што се назива златно доба детективске фантастике. Ауторка Дилис Вин је назвала Кристија „доајенком удобности“, поџанра који „садржи мало сеоско окружење, хероја са благо аристократским породичним везама, мноштво црвених харинга и склоност да изврши убиство отварачима за писма од сребра и отровима увезено из Парагваја“. На крају, у Цхристиејевом знаку, детектив обично окупља преживеле осумњичене у једну просторију, објашњава ток њиховог дедуктивног закључивања и открива кривца; али постоје изузеци где је кривцу препуштено да све објасни (као што су Десет малих црнаца и Бескрајна ноћ).
Кристи се у погледу локације дешавања радње није ограничила на необична енглеска села – радња књига се могла одвијати на малом острву (And Then There Were None), авиону (Смрт у облацима), возу (Убиство у Оријент експресу), пароброду (Смрт на Нилу), паметном лондонском стану (Карте на столу), одмаралиште у Западној Индији (Карибска мистерија ) или археолошка ископавања (Убиство у Месопотамији) – али круг потенцијалних осумњичених је обично затворен и присан: чланови породице, пријатељи, слуге, пословни сарадници, сапутници.‍:37У њеним делима су чести типски ликови: femme fatale, углађени полицајац, одани слуга, досадни пуковник, иритантна и злобна баба-девојка , али они могу бити подметнути да би омели читаоца; лажно представљање и тајни савези су увек могући.‍:58 Увек је присутан мотив. за злочине – најчешће новац: „У опусу Кристи је врло мало убица које уживају у убиству ради самог убиства.‍:379, 396 Убиство из страсти је мотив у само неколико њених романа, но и тамо се порекло мржње код убице може на крају врло једноставно разумети, без компликоване психоанализе. 
Професор фармакологије Мајкл Ц. Џералд је приметио да „у више од половине њених романа једна или више жртава су отроване, иако не увек на потпуно задовољство починиоца“.‍:viii У злочинима у њеним књигама се користе и пиштољи, ножеви, гароте, жице, тупи предмети, па чак и секире, али „Кристи никада није прибегла разрађеним механичким или научним средствима да објасни своју генијалност“,‍:57према Џону Карану, писцу и књижевном саветнику имања Кристи. Многи од трагов у њеним књкигама су свакодневни предмети: календар, шоља за кафу, воштано цвеће, пивска флаша, камин који се користи током топлотног таласа.‍:38
Према писцу криминалистичких дела Пи Ди Џејмсу, Кристи је била склона да од најневероватнијег лика направи кривца. Упућени читаоци понекад могу да идентификују кривца тако што ће идентификовати најмање вероватног осумњиченог. Кристи је исмејала овај увид у свом предговору Cards on the Table: „Уочите особу за коју је најмања вероватноћа да је починила злочин и у девет од десет пута ваш задатак је завршен. Пошто не желим да моји верни читаоци одбаце ову књигу у гађење, више волим да их унапред упозорим да ово није таква књига."‍:135–36
У емисији Desert Island Discs на BBC Radio 4 2007. године, Брајан Алдис је рекао да му је Кристи рекла да је написала своје књиге до последњег поглавља, а затим одлучила ко је најневероватнији осумњичени, након чега ће се вратити и направити неопходне измене у „оквиру" та особа. На основу студије њених радних бележница, Каран описује како је Кристи прво креирала глумачку поставу, одабрала окружење, а затим направила листу сцена у којима би се открили специфични трагови; редослед сцена би се ревидирао како је развијала своју радњу. Неопходно је да убица буде познат аутору пре него што је секвенца могла бити финализована и она је почела да куца или диктира први нацрт свог романа. Велики део писања, посебно дијалог, стварала је у својој глави пре него што је то ставила на папир.‍:33‍:241–45
Током 2013., 600 чланова Удружења писаца злочина изабрало је Убиство Роџера Акројда као „најбољу јединицу ... икада написано." Аутор Џулијан Сајмонс је приметио: „У очигледном смислу, књига се уклапа у конвенције ... Радња је на селу дубоко унутар енглеске провинције, Роџер Акројд умире у својој радној соби; постоји батлер који се понаша сумњичаво ... Свака успешна детективска прича у овом периоду укључивала је превару над читаоцем, а овде је трик веома оригиналан у томе да се убица учини локалним лекаром, који прича причу и глуми Поароовог Вотсона.“ ‍:106–07 Критичар Сатерленд Скот је изјавио: „Да Агата Кристи није дала никакав други допринос књижевности детективске фантастике, и даље би заслужила нашу захвалну захвалност“ за писање овог романа.
У септембру 2015, поводом њеног 125. рођендана, And Then There Were None проглашена је за „глобалну највољенију књигу Агате Кристи“ у гласању које је спонзорисало организација која се стара о наслеђу ауторке. Роман је симболичан и за њену употребу формуле заплета и за њену спремност да је одбаци. And Then There Were None, мистерију убиства типа 'затвореног друштва' доводи до екстрема“, каже аутор Чарлс Озборн.‍:170 Почиње класичним постављањем потенцијалне жртве(е) и убице(а) изолованих од спољашњег света, али онда крши конвенције. Нема детектива укљученог у акцију, нема интервјуа са осумњиченима, нема пажљивог тражења трагова и нема осумњичених окупљених у последњем поглављу да би се суочили са решењем. Као што је и сама Кристи рекла, „Десет људи је морало да умре, а да то не постане смешно или да убица није очигледан“.‍:457 Критичари су се сложили да је успела: „Арогантна госпођа Кристи овога пута поставила је себи застрашујући тест сопствене генијалности ... рецензије, што није изненађујуће, биле су без изузетка дивље удварајуће.“‍:170–71

### Стереотипски ликови и расизам
Кристи је у своја дела укључила стереотипне описе ликова, посебно пре 1945. године (када су такви ставови били чешће јавно изражавани), посебно Италијане, Јевреје и неевропљане. ‍:264–66На пример, описала је „мушкарце хебрејског порекла, бледе мушкарце са кукастим носовима, који носе прилично блистав накит“ у приповеци „The Soul of the Croupier“ из збирке Тајанствени господин Квин. Године 1947, Anti-Defamation League у САД послала је званично писмо притужбе америчким издавачима , Dodd, Mead and Company, у вези са перципираним антисемитизмом у њеним радовима. Британски књижевни агент Кристијеве у УК је касније писао њеном представнику у САД, овлашћујући америчке издаваче да „изоставе реч 'Јевреј' када се описује непријатни ликови у будућим књигама.‍:386
У Шупљини, објављеном 1946., један од ликова описује други као „Јеврејку из Вајтчепела са фарбаном косом и гласом попут прдавца ... мала жена дебелог носа, црвене боје кане и непријатног гласа“. За разлику од више стереотипних описа, Кристи је неке „стране“ ликове приказао као жртве, или потенцијалне жртве, у рукама енглеских злонамерника, као што су, Олга Семиноф (Забава у Ноћи вештица) и Катрина Рајгер (у краткој причи How Does Your Garden Grow?). Јеврејски ликови се често доживљавају као неенглези (као што је Оливер Мандерс у Трагедији у три чина ), али су они ретко кривци.
Телеграф је 2023. известио да је неколико романа Агате Кристи преуређено да би се уклонио потенцијално увредљив језик, укључујући увреде и упућивање на етничку припадност. Мистерије Поароа и госпођице Марпл написане између 1920. и 1976. године су прерадиле или уклониле одломке у новим издањима која је објавила HarperCollins, како би се језик и описи које модерна публика сматра увредљивим, посебно они који укључују ликове са којима се  протагонисти сусрећу ван Уједињеног Краљевства. Осетљиви читаоци су извршили измене, које су биле очигледне у дигиталним верзијама нових издања, укључујући читаву серију књига са госпођицом Марпл и одабране романе са Поароом као главним ликовим, који су објављени од 2020.

### Ликови
- Херкул Поаро - приватни детектив, некада припадник белгијске полиције, који 1916. године долази у Енглеску као избеглица током Првог светског рата. Помало ексцентричан, често комичан, јајасте главе, увоштених бркова, изглачаних ципела али увек бриљантног ума. Често у дуету са бившим официром Артуром Хејстингсом решава најзамршеније случајеве широм планете. Појављује се у 33 романа, односно збирки приповедака.[53]
- Госпођица Марпл - Џејн Марпл, неудата старија дама, која се аматерски бави детекцијом и решава замршена убиства. Живи у малом селу по имену Свети Мери Мид. Појављује се у 33 романа, односно збирки приповедака.[54]
- Томи и Мрвица - брачни пар Томас и Пруденс Бересфорд, познатији као Томи и Мрвица упознају се током Првог светског рата. У почетку су у вези, а затим постају брачни пар и оснивају своју детективску агенцију.[55] Појављују се у 4 романа и једној збирци приповедака.[56]
- Харли Квин и Господин Сатервејт - ова два лика Агата Кристи уводи 1930. године, у збирци приповедака: Тајанствени господин Квин, а касније и у збиркама приповедака Три слепа миша и друге приче (1950) и Сервис за чај „Арлекин” (1977). Господин Сатервејт се, независно од Квина, појављује у још једном роману, помажући Херкулу Поароу.[57]
- Капетан Хејстингс, инспектор Џап, госпођица Лемон[58] - сарадници Херкула Поароа.
- Аријадна Оливер - пријатељица Херкула Поароа, писац детективских романа.[59]

### Други ликови детектива
Поред Херкула Поароа и госпођице Марпл, Кристи је креирала и детективе аматере Томаса (Томија) Бересфорда и његову супругу Пруденс „Тапенс“ девојачко Каули, који се појављују у четири романа и једној збирци кратких прича објављених између 1922. и 1974. године. За разлику од њених других трагача, Бересфордови су били тек у раним двадесетим када су представљени у The Secret Adversary, и било им је дозвољено да старе заједно са својим творцем.‍:19–20 Њиховим причама је приступала лакше, дајући им замајац и полет чему се критичари нису дивили.‍:63 Њихова последња авантура, Postern of Fate био је последњи роман Кристијеве.‍:477
Харли Квин је била „вероватно најнеортодокснији“ од Кристијевих измишљених детектива.‍:70Инспирисан Кристијевом наклоношћу према фигурама из Арлекинаде, који има полу-натприродне способности, увек ради са старијим, конвенционалним човеком по имену Сатертвејт. Дуо се појављује у 14 кратких прича, од којих је 12 сакупљено 1930. у књизи Тајанствени господин Квин.‍:78, 80 Малован је описао ове приче као „откривање у маштовитом тону, додирујући бајку, природни производ Агатине посебне маште“.‍:80 Сатертвејт се такође појављује у роману, Трагедија у три чина, и краткој причи  Огледало мртваца, у којима се појављује Поаро.‍:81
Још један од мање познатих ликова Агате Кристи је Паркер Пајн, пензионисани државни службеник који помаже несрећним људима на неконвенционалан начин.‍:118–19 Од дванаест кратких прича у којима је представљен као лик, обједињених у књизи Паркер Пајн истражује (1934), највише је упамћена The Case of the Discontented Soldier, у којем се појављује Аријадна Оливер, која је описана као забаван и сатиричан аутопортрет Агате Кристи. Током деценија које су уследиле, Аријадна Оливер се појавила у још седам романа. У већини њих асистира Херкулу Поароу.‍:120

### Занимљивости
Једна од омиљених књига саме Агате Кристи био је роман Уклета кућа (Crooked House). У уводу овог романа она, између осталог, каже: „Ова књига ми је једна од омиљених. Смишљала сам је годинама, размишљала о њој, разрађивала је говорећи себи: ’Једног дана, када будем имала довољно времена и пожелим да се добро забавим, почећу да је пишем!’ Треба да нагласим нешто — од пет написаних књига само једна представља право задовољство, остале су посао. Уклета кућа била је право задовољство.

### Романи са јунацима Агате Кристи написани после њене смрти
Задужбина Агате Кристи је изабрала Софи Хану као писца који ће наставити дело Агате Кристи и њеног чувеног детектива Поароа. Ово је заједнички подухват у коме учествују писац, издавач "Харепер Колинс" и потомци велике списатељице крими романа Агате Кристи. Потомци су одобрили наставак рада на романима који су Кристијеву учинили најпродаванијим писцем у историји са више од две милијарде продатих примерака детективских романа. До сада су у Србији објављени следећи романи Софи Хане са Херкулом Поароом у главној улози:
- Лице детета (2008, Младинска књига)
- Болно растојање (2014, Лагуна)
- Агата Кристи: Убиства с монограмом : нови случај Херкула Поароа (2014, Лагуна)
- Агата Кристи: Затворен ковчег : нови случај Херкула Поароа (2017, Лагуна)
- Агата Кристи: Мистерија три четвртине (2019, Лагуна)

### Продаја књига
У свом врхунцу, Кристи је ретко била ван листе бестселера. Она је била први писац кримића који је истог дана 1948. објавио 100.000 примерака својих наслова у издању Penguin-а. Ажурирано: 2018., Гинисова књига рекорда наводи Кристи као најпродаванијег писца фантастике свих времена. Ажурирано: 2020., њени романи су продати у више од две милијарде примерака на 44 језика. Половина продаје су издања на енглеском језику, а половина су преводи. Према Index Translationum, ажурирано: 2020., била је најпревођенији појединачни аутор.
Агата Кристи је један од аутора чије се књиге најчешће позајмљују у британским библиотекама. Она је такође најпродаванија ауторка говорних књига у Уједињеном Краљевству. Године 2002. продато је 117.696 аудио књига Агате Кристи, у поређењу са 97.755 продатих аудио књига Џеј-Кеј Роулинг, 78.770 Роалда Дала и 75.841 продатих књига Џ. Р. Р. Толкина. Године 2015. званична организација која се стара о наслеђу Агате Кристи је тврдило да је And Then There Were None био „најпродаванији крими роман свих времена“, са приближно 100 милиона продатих књига, што га такође чини једном од најпродаванијих књига свих времена. Више од два милиона примерака њених књига продато је на енглеском 2020.

## Наслеђе
Њени ликови и њено лик појављују се на поштанским маркама многих земаља попут Доминике и Републике Сомалије. Године 2020, Краљевска ковница по први пут је обележила Кристи на новчићу од 2 фунти у знак обележавања стогодишњице њеног првог романа, The Mysterious Affair at Styles.

Године 2023. у Волингфорду је откривена бронзана статуа Кристи у природној величини која седи на клупи у парку држећи књигу.

## Признања
Године 1971. Агата Кристи добила је највеће национално признање, Орден Британског царства, три године након што је њен муж проглашен за витеза за његов рад у области археологије.
Од 1988. године у њену част додељује се Награда Агата, књижевна награда за писце мистерија и кримића. Један од основних услова за номинацију је да дело представља традиционалну мистерију какве представљају управо Агатина дела. Жанр је широко дефинисан као мистерије које не садрже експлицитни секс, прекомерну крв или неоправдано насиље. Награда се додељује у шест категорија: најбољи савремени роман, најбољи историјски роман, најбољи дебитантски роман, најбоље документарно дело, најбоља кратка прича и најбољи роман за децу и младе.
У близини Ковент Гардена у центру Лондона 2012. године подигнут је споменик Агати Кристи. Споменик је у облику књиге на којој се налази биста њена са детаљима који осликавају њен живот и рад - мотиви госпођице Марпл, Херкула Поароа, египатских пирамида, Оријент експреса, мишоловке... Такође је приказан и низ мањих корица књиге које представљају чињеницу да су књиге Агате Кристи преведене на 50 различитих језика, тако да су наслови књига на многим језицима, као и на Брајевом писму. Ово је први споменик неком романописцу подигнут у Лондону.